# Charles Scribner's Sons
Charles Scribner's Sons, sau pur și simplu Scribner's sau Scribner, este o editură americană cu sediul în New York, cunoscută pentru publicarea unor autori americani precum Ernest Hemingway, F. Scott Fitzgerald, Kurt Vonnegut, Marjorie Kinnan Rawlings, Stephen King, Robert A. Heinlein, Thomas Wolfe, George Santayana, John Clellon Holmes, Don DeLillo și Edith Wharton.
Firma a publicat Scribner's Magazine timp de mulți ani. Mai recent, mai multe cărți și autori ai editurii Scribner au obținut premii Pulitzer, National Book Awards și alte distincții. În 1978, compania a fuzionat cu Atheneum și a devenit The Scribner Book Companies. La rândul său, ea a fuzionat în cadrul Macmillan în 1984.
Simon & Schuster a cumpărat Macmillan în 1994. în acest moment doar comerțul de carte mai purta încă numele familiei. Fosta marcă, denumită simplu acum „Scribner”, a fost păstrată de către Simon & Schuster. Începând din 2012, Scribner este o divizie de Simon & Schuster, sub denumirea Scribner Publishing Group, care include, de asemenea, marca Touchstone Books.
Președintele Scribner este în 2017 Susan Moldow (care a deținut, de asemenea,funcția de redactor-șef din 1994 până în 2012), iar redactorul-șef actual este Nan Graham.

## Istoric
Firma a fost fondată în 1846 de către Charles Scribner I și Isaac D. Baker ca „Baker & Scribner”. După moartea lui Baker, Scribner a cumpărat restul companiei și a redenumit-o „Charles Scribner Company”. În 1865, compania a început să editeze revista Hours at Home.
Divizia de carte pentru copii a fost înființată în 1934, sub conducerea lui Alice Dalgliesh. Ea a publicat lucrări ale unor autori și ilustratori renumiți precum N. C. Wyeth, Robert A. Heinlein, Marcia Brown, Will James, Marjorie Kinnan Rawlings și Leo Politi.
Simon & Schuster a reorganizat lor editura pentru adulți în patru divizii în 2012. Scribner a devenit Scribner Publishing Group și s-a extins, încorporând Touchstone Books care a făcut parte anterior din Free Press. Alte divizii sunt Atria Publishing Group, Simon & Schuster Publishing Group și Galeria Publishing Group. Noua divizie Scribner este condusă de Susan Moldow în calitate de președinte.

## Președinți
- Charles Scribner I (1821–1871), din 1846 până în 1871[7]
- John Blair Scribner (1850–1879), din 1871 până în 1879
- Charles Scribner II (1854–1930), din 1879 până în 1930[8]
- Arthur Hawley Scribner (1859–1932), circa 1900
- Charles Scribner III (1890–1952), din 1932 până în 1952
- Charles Scribner IV (1921–1995), din 1952 până în 1984[9][10]

### Autori notabili

#### Autori notabili în timpul lui Charles Scribner II
- Edith Wharton
- Henry James

#### Autori notabili în timpul fiilor lui Charles Scribner
- Ernest Hemingway
- Marjorie Kinnan Rawlings
- Ring Lardner
- Thomas Wolfe

#### Autori notabili în timpul lui Maxwell Perkins și John Hall Wheelock
- F. Scott Fitzgerald
- Thomas Wolfe

## Nume
- Baker & Scribner, până la moartea lui Baker în 1850
- Charles Scribner Company
- Charles Scribner's Sons
- Scribner